# Shubu, Sichuan
Shubu är en socken i Kina. Den ligger i provinsen Sichuan, i den sydvästra delen av landet, omkring 540 kilometer söder om provinshuvudstaden Chengdu. Antalet invånare är 5 870. Befolkningen består av 2 840 kvinnor och 3 030 män. Barn under 15 år utgör 21,0 %, vuxna 15-64 år 68 %, och äldre över 65 år 9,0 %.
Genomsnittlig årsnederbörd är 1 003 millimeter. Den regnigaste månaden är juli, med i genomsnitt 267 mm nederbörd, och den torraste är januari, med 4 mm nederbörd.